# Воря-Богородское
Воря-Богородское — деревня в Щёлковском районе Московской области России, входит в состав сельского поселения Огудневское.

## Население
| 1678 | 1704 | 1852 | 1859 | 1869 | 1886 | 1899 |
| ---- | ---- | ---- | ---- | ---- | ---- | ---- |
| 29   | ↗57  | ↗141 | ↗203 | ↗351 | ↘255 | ↘89  |
| 1926 | 2002 | 2006 | 2010 |      |      |      |
| ↗242 | ↘155 | ↗205 | ↘121 |      |      |      |

## География
Деревня Воря-Богородское расположена на северо-востоке Московской области, в северной части Щёлковского района, у границы с Пушкинским районом, на Московском малом кольце А107, примерно в 32 км к северо-востоку от Московской кольцевой автодороги и 18 км к северо-востоку от центра города Щёлково, по левому берегу реки Вори бассейна Клязьмы при впадении в неё небольшой речки Окалинки.
В 2 км юго-восточнее деревни проходит Фряновское шоссе Р110, в 14 км к северо-западу — Ярославское шоссе М8. Ближайшие населённые пункты — деревня Вторая Алексеевка и посёлок Клюквенный.
В деревне 4 улицы — Изумрудная, Покровская, Светлая и Цветочная; приписаны шесть садоводческих товариществ (СНТ) и территория Воря-Богородского лесничества.
Связана автобусным сообщением с городами Щёлково и Фрязино.

## История
Село Богородское Московского уезда по Хомутовской дороге в XVI столетии было присёлком государева дворцового села Петровского. В писцовых книгах 1589 года упоминалась деревянная церковь Покрова Пресвятой Богородицы.
В 1678 году в селе числилось 10 крестьянских и бобыльских дворов с 29 жителями; в 1704 году — 15 крестьянских дворов с 57 жителями.
В середине XIX века сельцо Богородское относилось ко 2-му стану Богородского уезда Московской губернии, Амеревской волости. В сельце было 22 двора, крестьян 66 душ мужского пола и 75 душ женского.
В «Списке населённых мест» 1862 года — казённое село 2-го стана Богородского уезда Московской губернии по правую сторону Хомутовского тракта (от Москвы, по границе с Дмитровским уездом), в 30 верстах от уездного города и 17 верстах от становой квартиры, при реке Воре, с 20 дворами и 203 жителями (93 мужчины, 110 женщин).
По данным на 1869 год — деревня Ивановской волости 3-го стана Богородского уезда с 61 двором, 1 каменным и 60 деревянными домами, 351 жителем (154 мужчины, 197 женщин), из которых 33 грамотных. При деревне была лавка, три питейных дома, бумаго-ткацкая фабрика и бумаго-ткацкое заведение. Имелось 44 лошади, 57 единиц рогатого и 32 единицы мелкого скота.
В 1913 году — 42 двора, трактир, казённая дача и квартира лесничего Богородского лесничества.
По материалам Всесоюзной переписи населения 1926 года — центр Воря-Богородского сельсовета Ивановской волости Богородского уезда в 3 км от Фряновского шоссе и 21 км от станции Щёлково Северной железной дороги, проживало 242 жителя (113 мужчин, 129 женщин), насчитывалось 51 хозяйство (48 крестьянских).
С 1929 года — населённый пункт Московской области в составе:
- Каблуковского сельсовета Щёлковского района (1929—1959)[20],
- Каблуковского сельсовета (до 31.07.1959) и Воря-Богородского сельсовета Балашихинского района (1959—1960)[21][22],
- Воря-Богородского сельсовета Щёлковского района (1960—1963)[23],
- Воря-Богородского сельсовета (до 31.08.1963) и Огудневского сельсовета Мытищинского укрупнённого сельского района (1963—1965)[23],
- Огудневского сельсовета Щёлковского района (1965—1994)[24],
- Огудневского сельского округа Щёлковского района (1994—2006)[25],
- сельского поселения Огудневское Щёлковского муниципального района (2006 — н. в.)[26][27].

## Русская православная церковь
Церковь Покрова Пресвятой Богородицы. Покровский храм в Воре-Богородском, существовавший в XVI-XVII вв., упразднён в XVIII в. и долгое время не восстанавливался. В 2011-2016 годах построена кирпичная церковь на новом месте.
Памятная часовня у церкви Покрова Пресвятой Богородицы. Памятный четырехгранный часовенный столб установлен в память закладки церкви Покрова Пресвятой Богородицы в 2011 году.

## Достопримечательности
- В 0,2 км к северо-западу от деревни, на левом берегу реки Вори, находится памятник археологии Воря-Богородский курган XII—XIII вв.[30]
- В 0,6 км к северо-западу от деревни, на правом берегу реки Вори, — памятник археологии Каблуковские курганы, группа № 5 XII—XIII вв.[30]